# Catulo de Paula
Catulo de Paula, nome artístico de Ermenegildo Evangelista de Souza (São Benedito, 13 de agosto de 1923 — Fortaleza, 10 de dezembro de 1984) foi um ator, cantor e compositor de música popular brasileira, autor junto a Manoelzinho Araújo da música "Como tem Zé na Paraíba", seu maior sucesso lançado em 1962.

## Biografia
Seu pai era um músico cego que sustentava a família tocando em festas e feiras no interior cearense, de forma que já aos oito anos de idade Ermenegildo começou também a tocar violão para ajudar a família. Aos dez integrou um conjunto que se apresentou em Fortaleza onde se indispôs com um dos integrantes do grupo e passou a se apresentar pelo estado e a viver de pequenos trabalhos, até que em 1944 integrou o conjunto "Os Boêmios da Noite" e, mudando-se para o Recife, adotou o nome artístico  com o qual ficou conhecido.
Em 1949 mudou-se para o Rio de Janeiro, onde por muitos anos acompanhou Vicente Celestino, tocando violão; com apoio de Fernando Lobo gravou em 1953 seu primeiro disco, ao qual outros tantos se seguiram com canções geralmente no estilo baião nos anos seguintes e também na década de 1960. Integrou a trilha sonora de vários filmes como “Lampião, o Rei do Cangaço”, além de peças teatrais de autores como Dias Gomes. Foi, ainda, o primeiro intérprete de composições da parceria entre Vinícius de Moraes e Pixinguinha.
Quando morando em São Paulo César Guerra-Peixe teve sua composição de 1951 "Mourão", com versos a ela adaptados e renomeada para "De Viola e Rabeca", gravada por Catulo; anos depois Ariano Suassuna pediu ao compositor autorização para incorporar a peça na versão gravada pelo cantor cearense no repertório da orquestra Armorial de Câmara de Pernambuco.
Em 1975 integrou o elenco da telenovela censurada Roque Santeiro, como um cego cantador que depois foi interpretado por Arnaud Rodrigues na versão exibida.
Fez uma Participação Especial na novela A Moreninha (telenovela de 1975)  como o violeiro na Taverna de Juca 
Em 1978 integrou o elenco da novela Maria, Maria, baseada no romance Maria Dusá, também pela rede Globo, no papel de "Mestre Aurélio".
Em 1995 a Câmara de Vereadores de São Paulo homenageou-o com o nome de uma das artérias da capital paulista.

## Discografia
Dentre os discos do artistas tem-se:
- ”Geremias do Roque Santeiro”
- ”Catulo de Paula”
- ”A simplicidade de Catulo de Paula”
- ”Cawboy do Ceará/Como tem Zé na Paraíba”
- ”Nós num "have"/Mambo do Ceará”
- ”Rosamélia/Foi saudade”
- "Vida ruim"